# Бур ди Бост
Бур ди Бост (фр. Bourg-du-Bost) насеље је и општина у југозападној Француској у региону Аквитанија, у департману Дордоња која припада префектури Периже.
По подацима из 2011. године у општини је живело 239 становника, а густина насељености је износила 33,38 становника/km². Општина се простире на површини од 7,16 km². Налази се на средњој надморској висини од 86 метара (максималној 116 m, а минималној 47 m).

## Демографија
| 1962. | 1968. | 1975. | 1982. | 1990. | 1999. | 2011. |
| ----- | ----- | ----- | ----- | ----- | ----- | ----- |
| 194   | 195   | 185   | 188   | 174   | 200   | 239   |

График промене броја становника у току последњих година